# Tetrapleurodon
Tetrapleurodon — рід міног, що поширені в Північній Америці. Види роду є ендеміками Мексики.

## Види
В цей рід включають два види:
- Tetrapleurodon geminis Álvarez, 1964
- Tetrapleurodon spadiceus (T. H. Bean, 1887)